# Dopełnienie grafu

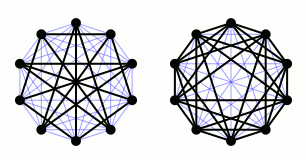
Graf Petersena (po lewej) i jego dopełnienie

Dopełnienie grafu (ang. complement of graph) – graf {\displaystyle {\overline {G}},} zawierający te same wierzchołki co graf {\displaystyle G,} natomiast pomiędzy wierzchołkami grafu {\displaystyle {\overline {G}}} istnieje krawędź wtedy i tylko wtedy, gdy pomiędzy tymi wierzchołkami nie istnieje krawędź w grafie {\displaystyle G}.

## Konstrukcja formalna
Dla grafu {\displaystyle G(V_{G},E_{G})} o wierzchołkach {\displaystyle V_{G}} i krawędziach {\displaystyle E_{G},} jego dopełnieniem określa się graf {\displaystyle H(V_{H},E_{H}),} taki że:
- {\displaystyle V_{H}=V_{G}} i
- {\displaystyle E_{H}=E_{K}\setminus E_{G},} gdzie {\displaystyle K^{n}(V_{K},E_{K})} jest grafem pełnym rozmiaru {\displaystyle n=|V_{G}|,} {\displaystyle V_{K}=V_{G}.}

## Własności
- Dopełnieniem n-wierzchołkowego grafu regularnego stopnia k jest n-wierzchołkowy graf regularny stopnia n-k-1.
- Dopełnieniem grafu pełnego jest graf nie zawierający krawędzi.
- Graf jest samodopełniający się gdy {\displaystyle G={\overline {G}}.}